# 立崇なおと
立崇 なおと（りす なおと、1995年12月2日 - ）は、日本のミュージカル俳優である。

## 来歴
東京都出身。立教大学卒業後、劇団四季へ入団。

## 出演作品
- レ・ミゼラブル（プルベール）
- ノートルダムの鐘（アンサンブル1枠）
- 劇団四季 The Bridge～歌の架け橋～

- バケモノの子（蓮／九太（青年））[3]
- アラジン（アラジン）
- バック・トゥ・ザ・フューチャー（マーティ・マクフライ）